# Trigonoderus cyanescens

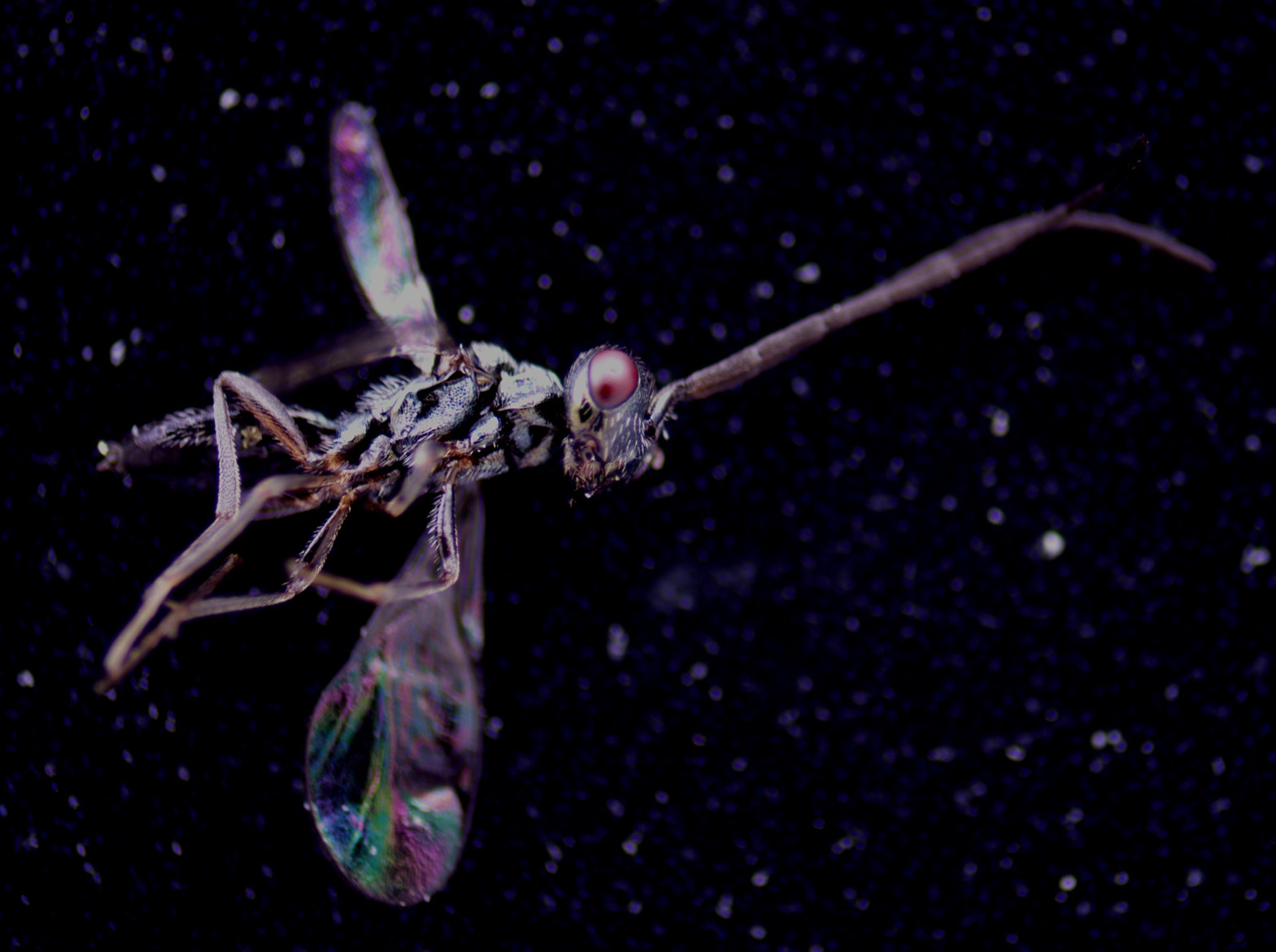
Trigonoderus cyanescens ♂

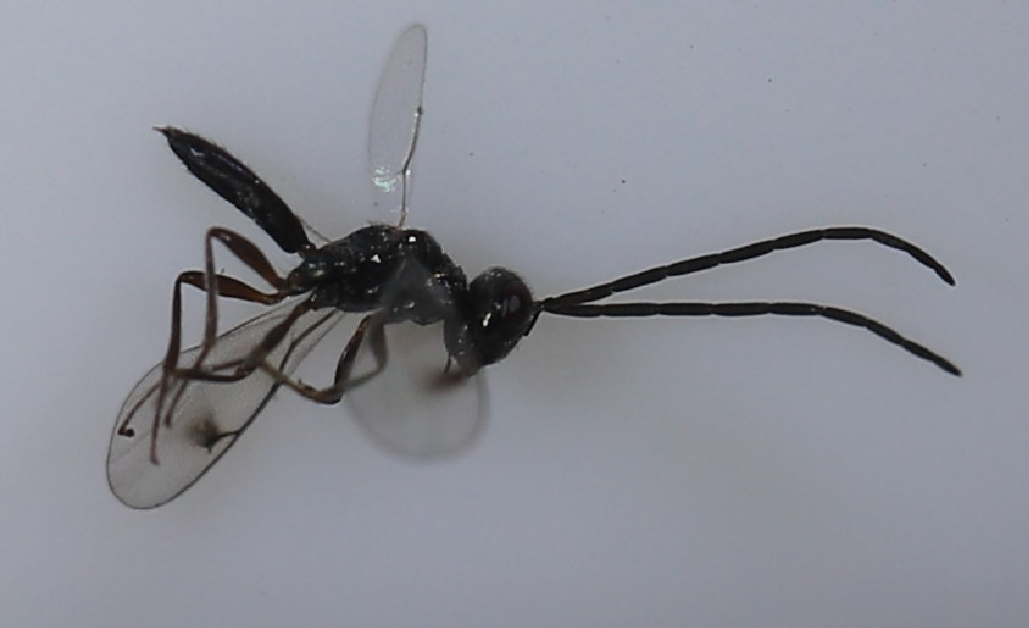
Trigonoderus cyanescens ♂

Trigonoderus cyanescens ist eine Erzwespe aus der Familie der Pteromalidae. Die Art wurde 1841 von dem Entomologen Arnold Foerster als Cleonymus cyanescens erstbeschrieben. Das lateinische Art-Epitheton cyanescens bedeutet „blaugrün werdend“.

## Taxonomie
In der Vergangenheit wurde Trigonoderus pedicellaris Thomson, 1878 als ein Synonym von Trigonoderus cyanescens betrachtet.
László, Baur & Tóthmérész (2014) führten morphologische Analysen durch, anhand welcher sie schlossen, dass es sich tatsächlich um zwei verschiedene nahe verwandte Arten handelt. Molekularbiologische Analysen müssen diese Annahme jedoch noch untermauern. Eine weitere Artvariation ist Trigonoderus filatus var. binubilatus, die möglicherweise eine Variante von Trigonoderus cyanescens darstellt.

## Merkmale
Trigonoderus cyanescens weist einen ausgeprägten Sexualdimorphismus auf. Die Weibchen sind etwa 7 mm lang. Der Körper ist metallisch dunkelblau mit einem purpurfarbenen Kupferstich. Er weist kurze feine weiße Härchen auf. Die Coxae sind metallisch blau, die Femora, Tibien und Tarsen sind gelbrot gefärbt. Der basale Teil des Gasters ist ventral rötlich gefärbt. Die Fühler weisen einen gelben Scapus und einen rötlich bis dunkelbraun gefärbten Pedicellus auf. Die Geißelglieder sind braun bis schwarz gefärbt, die Fühlerkeule ist schwarz. Die Vorderflügel weisen zwei bräunliche Flecke auf. Der erste Fleck ist von ovaler Gestalt. Er beginnt am Abzweig des Parastigma von der Marginalader und reicht bis zur Hälfte der Flügelbreite. Der zweite Fleck beginnt im vorderen Bereich der Postmarginalader nahe des Stigma und reicht etwa bis zur Hälfte der Flügelbreite. Der Hinterleib hat eine lanzeolate Gestalt. Am spitz zulaufenden Hinterleibsende befindet sich der Ovipositor (Legeapparat).
Die Männchen sind deutlich kleiner als die Weibchen. Ihre Körperlänge liegt bei etwa 3 mm. Sie besitzen einen metallischen dunkelblaugrünen bis schwarzen Körper. Dieser ist ebenfalls wie bei den Weibchen mit kurzen feinen weißen Härchen bedeckt. Der Hinterleib ist annähernd tonnenförmig und schlank. Die Vorderflügel weisen einen dunklen Fleck auf, der vom Stigma nicht ganz bis zur Flügelmitte reicht.

## Verbreitung
Trigonoderus cyanescens ist in Europa verbreitet.

## Lebensweise
Trigonoderus cyanescens parasitiert Käferlarven, die sich im Holz entwickeln. Ein bekannter Wirt ist der Blaue Kiefernprachtkäfer (Phaenops cyanea) aus der Familie der Prachtkäfer (Buprestidae), dessen Larven sich im Holz von Waldkiefern entwickeln. Ein weiterer bekannter Wirt ist der Eichensplintkäfer (Scolytus intricatus) aus der Unterfamilie der Borkenkäfer (Scolytinae), dessen Larven sich an Eichen entwickeln. Ein weiterer möglicher Wirt, der für Trigonoderus filatus var. binubilatus nachgewiesen wurde, ist der Dornige Wimperbock (Pogonocherus hispidus) aus der Familie der Bockkäfer, dessen Larven sich in Laubhölzern entwickeln. Die Erzwespen findet man in Waldgebieten in der Nähe von Holzstapeln auf der bodenbedeckenden Vegetation, beispielsweise auf den Blättern von Maiglöckchen.